# 參宿七號沉沒事件
參宿七號沉沒事件（丹麥語：«Rigel»-katastrofen）是1944年11月27日發生的一起誤擊事件。當時，英國海軍怨仇号航空母舰的艦載機在挪威諾爾蘭郡桑內舍恩南部、阿爾斯塔豪格市的羅亞瑟島和徹塔島之間的海峽發現參宿七號商船、十字峽號商船以及兩艘軍艦，誤認它們爲載德軍士兵的運輸船，並對其發起空襲，造成超過2,500人死亡，大多數為來自东欧的戰俘，僅267人倖存。這是第二次世界大戰期間挪威最嚴重的單一悲劇，也是挪威歷史上最嚴重的災難之一。

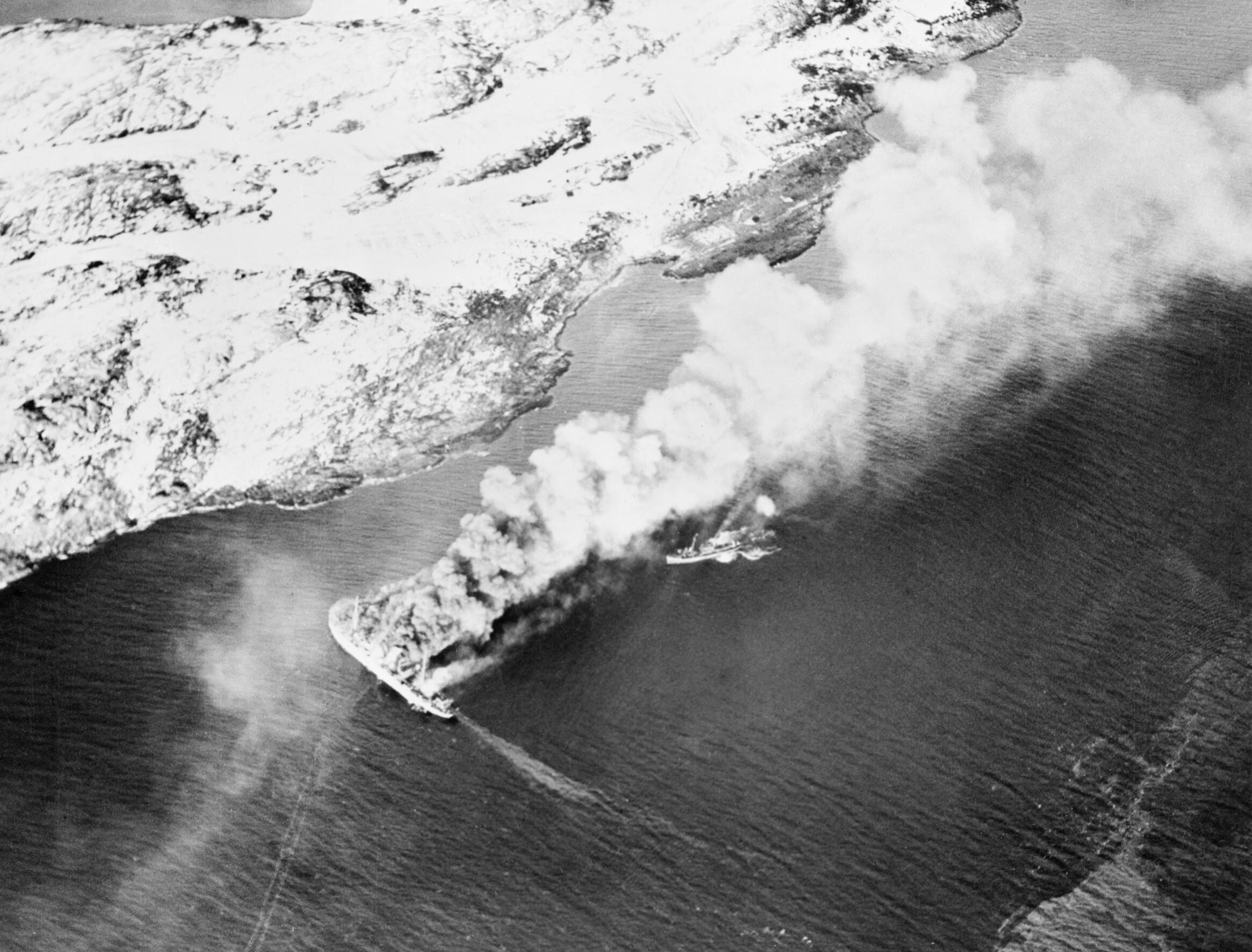
此次事件有留下許多航空照片，照片顯示英軍在挪威外海擊沉參宿七的場景。照片來源： 英國帝國戰爭博物館，收藏編號 4700-01。

1944年秋，英國海岸司令部總司令肖爾托·道格拉斯發佈命令，允許攻擊挪威斯塔萬格以北所有超過 1,500 噸的德國船隻。當時約有30萬名德軍駐紮在挪威，英國的戰略目標是阻止在挪威的德軍南下支援歐洲大陸的戰鬥。執行轟炸的英軍飛行員誤認參宿七號為運載德軍士兵的運輸船，因此對其發動攻擊。當天英軍飛機的原定目標是挪威莫舍恩的港口和火車站。
参宿七号的残骸长期搁浅在岸边，船首暴露于水面之上。直至1969年，沉船中的遺骸被轉移至徹塔國際戰爭公墓安葬。之後，殘骸的上部結構在當地被拆解。2012年，船上的兩個備用螺旋槳被打撈上岸，並在羅瑟亞島立為紀念碑。而十字峽號則在遭到攻擊後擱淺，後來被成功打撈並修復。
| 類別                     | 倖存 | 罹難  |
| ------------------------ | ---- | ----- |
| 船員                     | 13   | 16    |
| 引水人                   | 2    | 1     |
| 後勤/膳食人員            | 0    | 3     |
| 從納爾維克出發的士兵     | 0    | 2     |
| 來自博德的休假士兵       | 5    | 0     |
| 隨行押解戰俘的看守人員   | 62   | 322   |
| 隨行押解刑事犯的看守人員 | 5    | 32    |
| 德國刑事犯               | 9    | 86    |
| 挪威刑事犯               | 1    | 8     |
| 戰俘                     | 150  | 2 098 |
| 總計                     | 267  | 2 571 |

## 背景

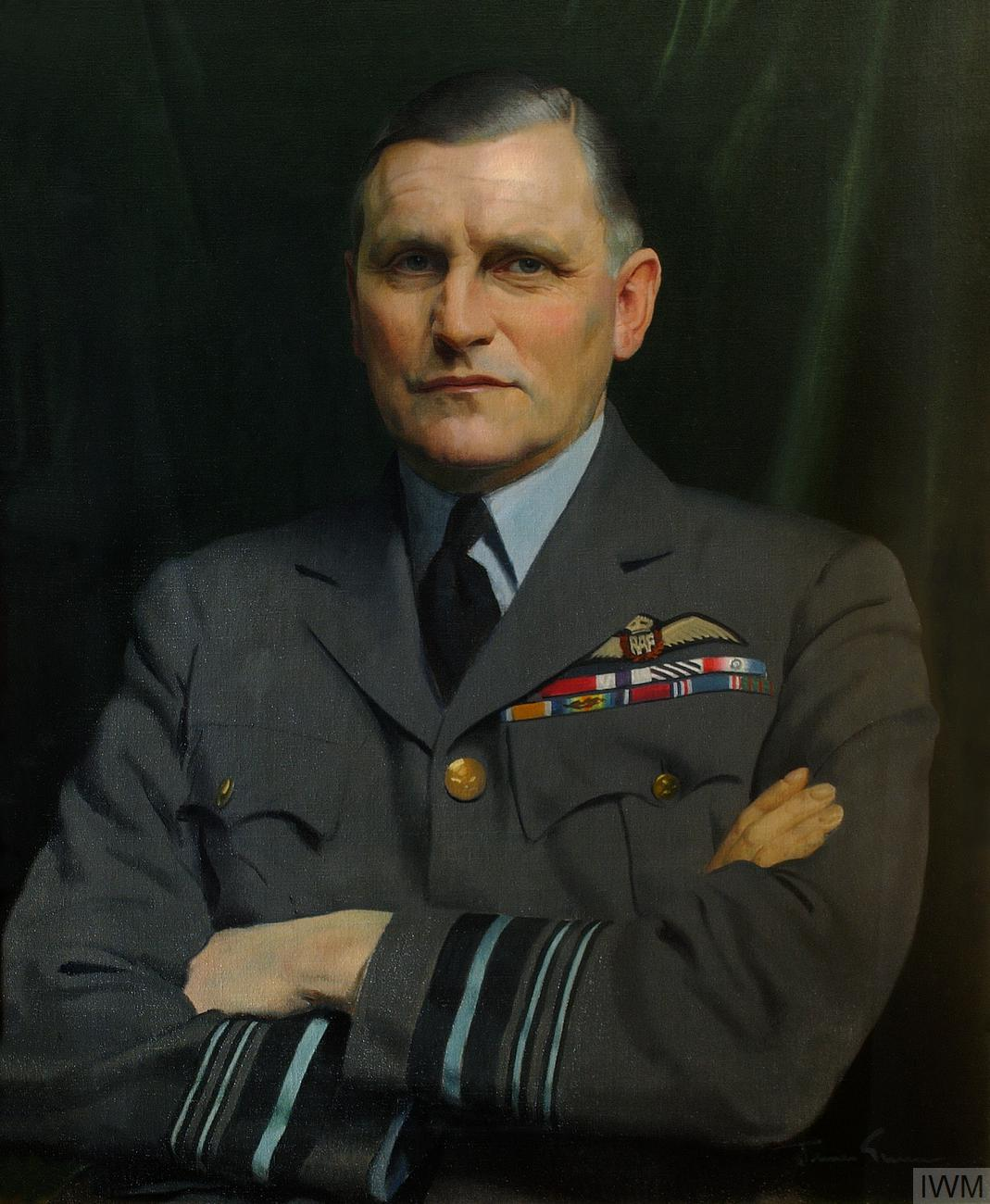
英国皇家空军海岸司令部司令空軍元帥肖爾托·道格拉斯在1944年初秋授權對斯塔萬格以北所有排水量超過1,500噸的船隻進行轟炸。

參宿七號是一艘柴油動力船，配備單螺旋槳，航速約10節，排水量3,800噸，通常由30名船員操控。其原屬於卑爾根輪船公司，最初用於往返南美洲的定期航線。
挪威於1940年被德軍佔領後，參宿七號被德國佔領當局徵用，主要用於向挪威北部運送士兵、裝備和補給，特別是為負責建築工程的托特組織提供服務。當時，參宿七號被塗成淺灰色，並裝備了五到六座高射炮以應對空襲。
參宿七號最初懸掛挪威國旗，並由挪威船員操作。然而，1944年秋季，因挪威船員試圖在羅瑟亞島蓄意擱淺該船，德國當局更換了全體29名船員並改掛德國國旗。
十字峽號貨船以卑爾根為母港，1939年10月在運送紙漿至巴爾的摩的途中被德國海軍攔截，並押送至漢堡。德國原計劃扣押貨物並釋放該船，但在此之前德軍已於1940年入侵挪威。後來這艘船出現在卑爾根，並被更名為。
挪威戰時保險公司隨後支付了160萬挪威克朗的賠償金，該船最終被歸還並重新投入航行，恢復原名十字峽號。

## 運輸戰俘
1944年11月2日，參宿七號從卑爾根啟航，前往挪威北部。在完成卸貨後，它計劃載運來自北蘭郡各地戰俘營的俘虜南下。
當時德軍正在撤離芬馬克、特羅姆斯及芬蘭前線，大量德軍士兵、戰俘和奴工正經由陸路向南撤退，經過特羅姆斯前往比耶克維克和Bogen。部分俘虜和士兵被送上從厄勒海峽調來的大型鐵路渡輪，再經蒂斯峽灣轉運。但由於南部港口空間有限，參宿七號也被徵調來負責更南端的運輸任務。這次押送戰俘的行動，可能是該船少數的特殊任務之一。船上沒有為戰俘設置衛生設施，貨艙也完全缺乏通風設備，俘虜們只能得到簡單的高麗菜湯，途中甚至有人因惡劣環境死亡。
11月21日，參宿七號懸掛德國國旗，自比耶克維克啟航，當時船上載有951名蘇聯戰俘、114名德國士兵、7名被捕的挪威人和1名挪威引水人。隨後停靠於納爾維克，接著登上349名戰俘、來自芬蘭前線的95名德國逃兵、8名挪威囚犯和約59輛已無法使用的轎車。
11月23日，參宿七號停靠Tømmerneset，948名戰俘121名德軍士兵上船。
隨後，參宿七號繼續航行至博德。11月26日，當船離開博德時，船長Heinrich Rhode向德軍報告船上有2,248名蘇聯戰俘、8名挪威平民和455名德軍士兵，總數共2,838人。
伴隨參宿七號同行的還有十字峽號與3艘德軍巡邏艦。11月26日午夜(週日)，船隊離開博德後，船長因擔心英軍航母襲擊，要求在Øresvik停泊。在通過勒德于的Renga地區時，盟軍可能在該島的偵察哨與無線電台發現了這支船隊。船隊在Øresvik停留至11月27日午夜，隨後繼續向南航行，進入盟軍空襲範圍。

## 事件經過
11月27日星期一上午約11點，來自怨仇号航空母舰的海火式戰鬥機、梭魚式魚雷轟炸機和螢火蟲式戰鬥機對參宿七號發動攻擊。
攻擊使船體起火，隨後5枚炸彈擊中船隻，其中幾枚直接落入關押戰俘的貨艙。據船長所述，落水者還遭英軍飛機用機槍掃射。炸彈摧毀了貨艙內的木製樓梯，導致戰俘無法逃出。唯一倖存的挪威人Asbjørn Schultz找到一條鐵梯，才得以成功爬出。
遭到轟炸後，船長將參宿七號駛向Sør-Rosøya擱淺，這一舉動可能拯救了約267人。然而即便參宿七號已擱淺，空襲仍繼續進行。船艏擱淺於淺灘，而船艉則沉入30公尺深的水中。
有些資料來源指出415人從參宿七號獲救。根據Pettersen的記錄，當時船上共有2,838人，包括2,248名蘇聯戰俘，103名囚犯，3名引水人，29名船員和455名德軍士兵。實際死亡人數估計約2,000人至4,500人，官方數據是2,571人，其中大多數為蘇聯、波蘭與塞爾維亞戰俘。遇難者中包括7名挪威囚犯、1名引水人及1名挪威船員。只有一名挪威囚犯倖存，並在當地居民的幫助下成功躲藏起來。
由於海流影響，遇難者的遺體陸續被沖上海岸，一直到1945年夏天仍有遺體被發現。參宿七號船長將戰俘統稱為「俄國人」，但其中可能包含波蘭人、捷克人與塞爾維亞人。十字峽號在遭到攻擊後擱淺，有6人死亡，但後來被成功打撈並修復。

## 事件後續

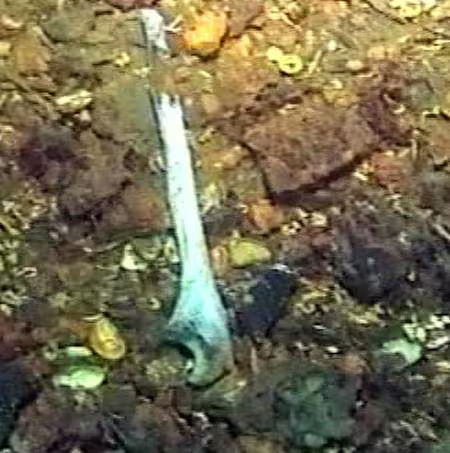
罹難者的骨頭殘骸，在該地點潛水仍可見船體的部分、骨頭殘骸和鞋子，由於挪威的海岸特性，部分遺物打撈困難。

參宿七號的船骸在羅瑟亞附近的海面上可見，直到1969年左右才被處理。當時，人們切割船首至水下六公尺處並將遺體從船內移出埋葬，但未進行身份確認。當局禁止在清理船骸時拍攝照片。但在此之前，一些運動潛水員曾取走一些頭骨及其他遺骸作為紀念品。遇難者的遺體最終安葬於徹塔戰爭公墓。當年擱淺的島上豎立了一座紀念碑，由參宿七號的兩個螺旋槳組成，從海峽的航道上便清晰可見。
挪威唯一的倖存者Asbjørn Schultz在事發60年後向挪威廣播公司講述了自己的經歷。他當初因在斯托克馬克內斯毆打一名虐待戰俘的德軍士兵而被逮捕，遭到拘留一個月，隨後被送上參宿七號押解南下。他回憶道，自己與一名俄國戰俘及一名德軍士兵一同逃到岸上，途中那名俄國戰俘甚至還幫助了那名德軍士兵上岸。隨後，獲得當地居民的幫助，並在群島上躲藏至戰爭結束。
戰後，盟軍解釋此次攻擊是因為誤認參宿七號為德軍運輸艦。一些倖存者（包括2005年紀錄片中的證人）聲稱，英國飛機曾對救生艇開火，導致更多人死亡。船長在事後報告中表示，由於船尾大量進水，而船頭已經擱淺，「根本不可能」放下救生艇。因此倖存者所提到的救生艇，可能來自同時遭受攻擊的十字峽號。該船的船員成功放下了兩艘救生艇，但其中一艘在距離岸邊僅200公尺處即遭到飛機機槍掃射。
Sverre Korsnes和他的父親Erling與他的兄弟是最早抵達現場並協助倖存者上岸的人。他回憶當時道，人們的屍體像浮木般密集地漂浮在參宿七號殘骸周圍的海面上，海水被鮮血染成紅色。

#### 紀念公墓

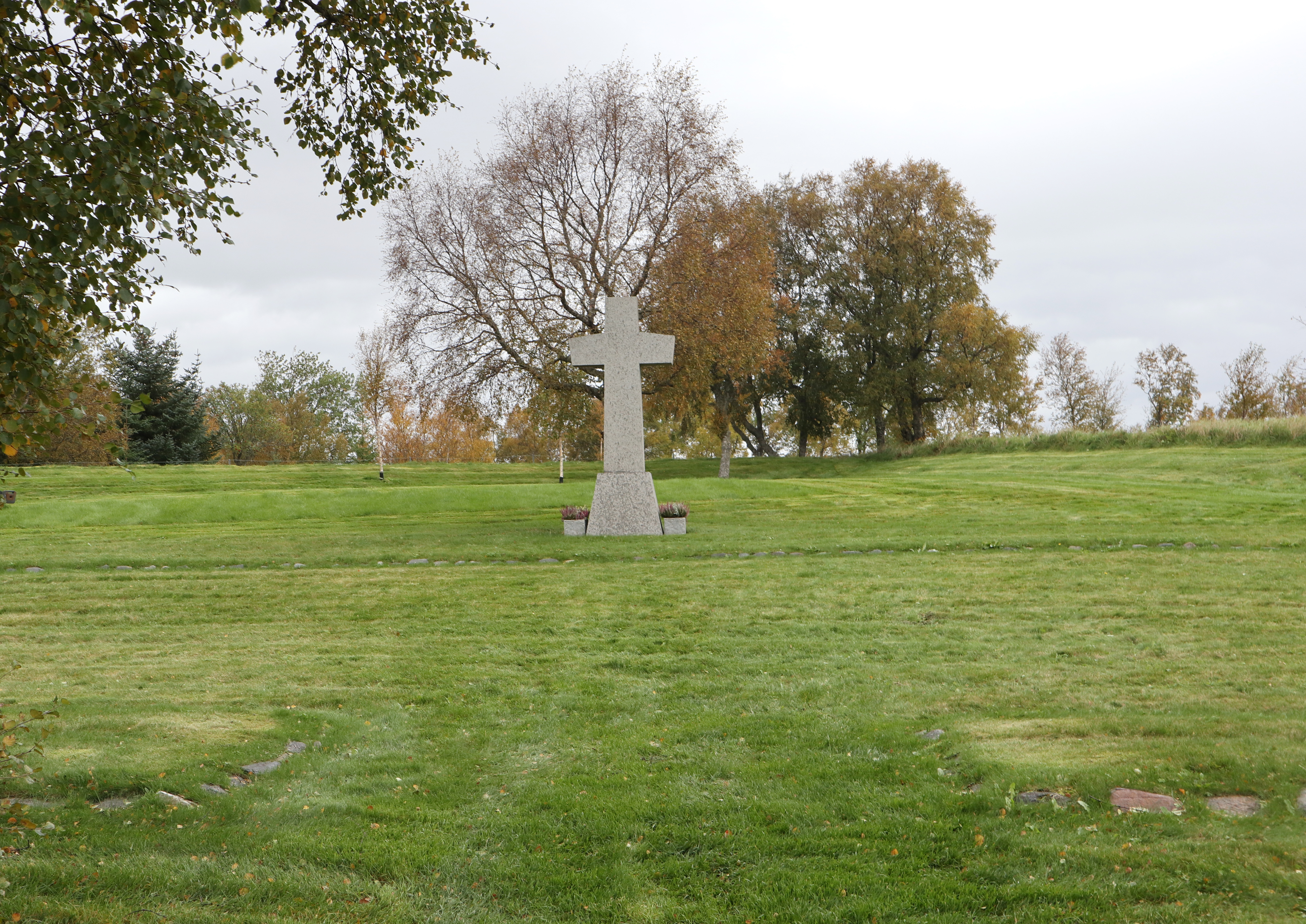
彻塔國際戰爭公墓豎立的十字形的紀念碑，以悼念死者

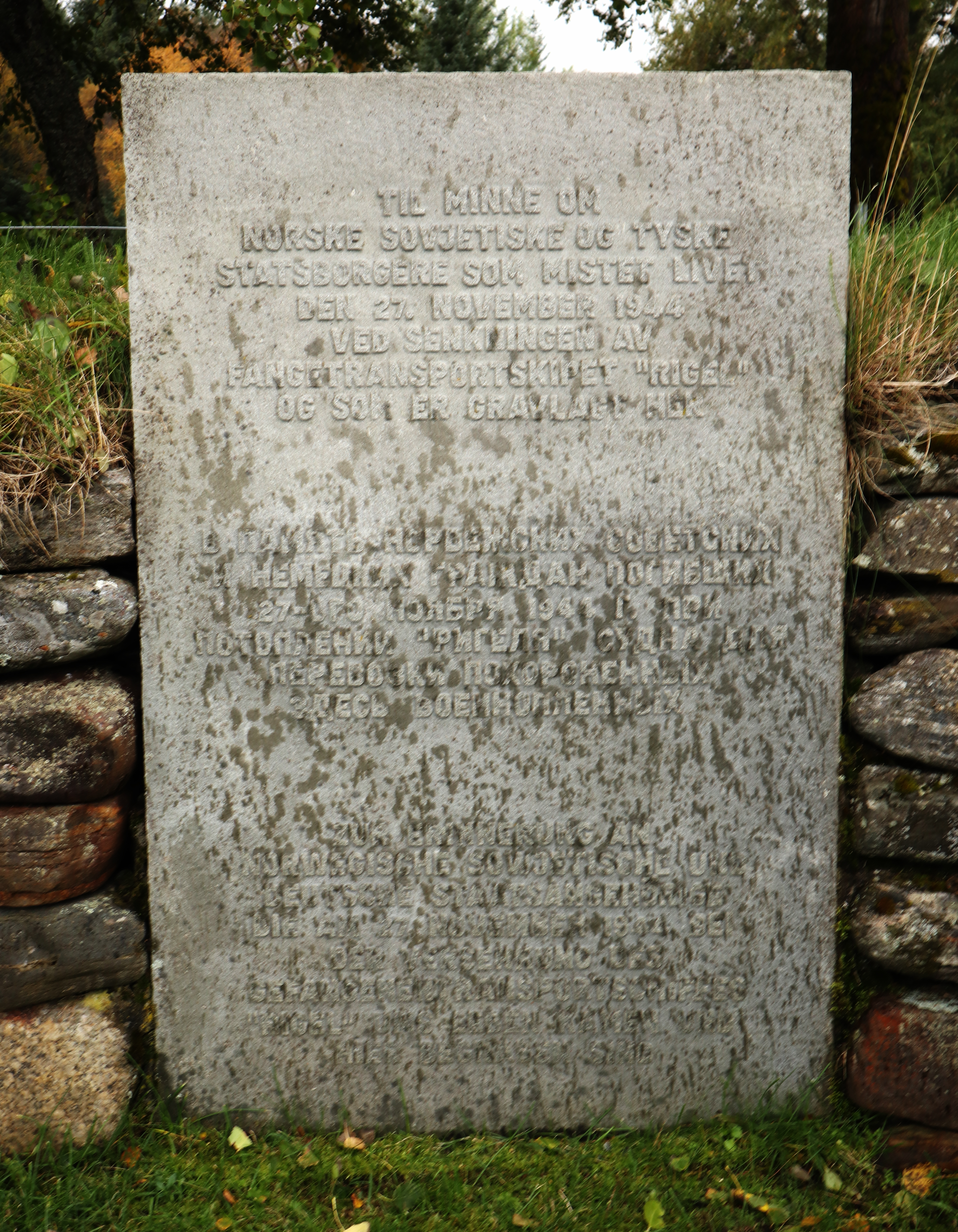
悼念1944年被怨仇號擊沉的參宿七號中的俄羅斯、德國和挪威罹難者

緊鄰徹塔蘇聯戰爭墓地的徹塔國際戰爭公墓先前曾有死者的名牌，但現已被移除。在2,571名罹難者中有1,011人被埋葬於徹塔國際戰爭公墓，其餘則葬身於大海。在墓地內立有一塊紀念碑，上面以挪威語、俄語和德語刻著：「悼念1944年11月27日參宿七號商船失事中的俄羅斯、德國和挪威罹難者。」

## 文學創作
這場災難性的沉船事件被記錄在多部書籍和文學作品中，包括：
- Leif B. Lillegaard：《戰俘船》（Fangeskipet），1974 年，由Grøndahl出版社奧斯陸發行，該書詳細描述了沉沒事件，並記錄事件經過和影響。[26]
- Ingvar Andersen：《戰俘生活，最終篇：參宿七號慘案》（Krigsfangenskap, siste del: «Rigel»-katastrofen），1990年，發表於 Helgeland年鑑(Årbok for Helgeland)該書為訪問倖存者，提供親歷者經歷的細節[27]。
- Trond Carlsen：《參宿七號——挪威歷史上最嚴重的沉船事故》（Rigel: Norgeshistoriens største skipsforlis），2003年自費出版。2022年，該書推出更新版，標題改為《參宿七號悲劇——挪威歷史上最嚴重的海難》（Tragedien Rigel - norgeshistoriens største skipskatastrofe），作者為地方歷史學家，提供了詳細的歷史背景和分析。[28]
- Øyvind Nordli：文章《死亡之船》（Dødsskipet），發表於A-magasinet，2019年11月1日（第 44 期）。[29]
- Ida Larmo：《參宿七號——不公正的回聲》（Rigel – Urettens ekko），2022年，由Strand forlag出版，此書是圖像小說，多為讀者展示照片與事件經過。[30][31]

### 獎項
- 2022年，Ida Larmo的圖文小說Rigel – Urettens ekko獲得布拉格獎、挪威文化部頒發的兒童與青少年非虛構文學獎和Pondus獎。[30][31]

## 外部連結
- «Her døde 1000 flere enn i Titanic-forliset» 挪威廣播公司介紹這場災難的文章
- Warsailors對参宿七号的介紹 （页面存档备份，存于）